# Agile Unified Process
Het Agile Unified Process (AUP), dat door Scott Ambler in september 2005 is opgesteld, is een vereenvoudigde versie van het Rational Unified Process (RUP). Dit is een softwareontwikkelmethode die gebruikmaakt van de Agiletechnieken, maar waarvan het concept volgens RUP is.

## Iteratie
Zoals ook het RUP, bestaat het AUP uit vier fasen:
1. Inception
2. Uitwerking (Elaboration)
3. Bouw (Construction)
4. Overgang (Transition)

## Disciplines
De disciplines moeten op een iteratieve wijze uitgevoerd worden, waarbij bepaald wordt welke taken de teamleden moeten doen. De teamleden moeten bijvoorbeeld werkende software ontwikkelen, valideren en opleveren welke conform de eisen van de belanghebbenden moet zijn. Deze disciplines zijn:
- Model - Zorg dat de bedrijfsbelangen, het probleem en een haalbare oplossing voor het probleem in kaart worden gebracht.
- Implementation - Het doel is om het model in uitvoerbare code om te zetten zodat de basistests (zoals Unit Tests) worden uitgevoerd.
- Test - Dit zorgt ervoor dat de kwaliteit wordt gegarandeerd. Er wordt op fouten gezocht, gevalideerd of het systeem werkt zoals ontworpen is en dat aan de requirements is voldaan.
- Deployment - Hierbij wordt de release van het systeem ingepland en een plan uitgevoerd om het systeem toegankelijk voor eindgebruikers te maken.
- Configuration Management - Configuration Management moet beheerd worden en het team moet toegang hebben tot de omgeving en resources.
- Project Management - Hierbij worden de taken beheerd die voor het project gedaan moeten worden. Dit bestaat uit het beheren van de risico's, besturen van de teamleden (taken toewijzen, voortgang bewaken) en het coördineren van mensen en systemen buiten de scope van het project.
- Environment- Het doel hiervan is dat het juiste proces, begeleiding en hulpmiddelen zonder te veel inspanning beschikbaar gesteld worden.

## Werkwijze
Verder heeft AUP nog een aantal werkwijzen:
1. Transparantie: Het management moet weten waarmee het team bezig is. Uitvoerige documentatie van de processen wordt nauwelijks gelezen, maar toch moet de voortgang in de gaten gehouden worden, begeleiding of trainingen worden gegeven.
2. Simplicity: De documentatie dient kort en bondig te zijn in een handvol pagina's in plaats van duizenden.
3. Agility: AUP hanteert dezelfde waarden en principes als de Agile Alliance.
4. Focus: In AUP is het gebruikelijk dat de focus op die taken gericht wordt, die een waarde hebben, in plaats van te focussen op dingen die zouden kunnen gebeuren.
5. Tool independence: AUP ondersteunt alle hulpmiddelen. Het is de bedoeling dat die instrumenten gebruikt worden, die het beste bij dat specifieke project passen.
6. Tailoring: Het AUP product moet aan de eigen wensen aangepast kunnen worden en dit kan via elke gebruikelijke HTML editor. Hiervoor is geen speciale kennis of tool nodig.